# Pancinor
El pancinor és una lent cinematogràfica amb una distància focal variable. Va ser inventada l'any 1956 per l'enginyer Roger Cuvillier. No obstant, es va començar a fabricar a Dijon, França, per l’empresa SOM Berthiot. En els anys posteriors va passar a anomenar-se universalment zoom.
La seva distància focal varia entre els 38.5 mm i els 154 mm, amb un diafragma amb una obertura mínima del 3.8. Va ser dissenyada en base als principis de compensació òptica i present com a referència unes petites lents de zoom de principis de la dècada dels 50 amb un focal d’entre 8 i 16 mm.

## Introducció al món cinematogràfic
El director de cinema italià Roberto Rossellini va desenvolupar la lent i va introduir-la en l’àmbit cinematogràfic a partir de la pel·lícula Il general Della Rovere (1959), sent aquest el film amb el que comença una nova etapa en la seva cinematografía on mostra una major preocupació formal. Altres pel·lícules que pertanyen a aquest període d’experimentació del director son: Era notte a Roma (1960), Viva l’Italia! (1960) o Vanina Vanini (1961). El pancinor el va utilitzar, també, en la seva etapa posterior dedicada al cinema didàctic, dominitat pel format televisiu.
Il general Della Rovere (1959) és el film on s’utilitza per primera vegada la lent, però a Era notte a Roma (1960), la seva següent obra cinematogràfica, és el moment en què experimenta un perfeccionament de la tècnica del pancinor.

## Funcionament
La lent pancinor funciona en base a dos motors que permeten ajustar la distància focal per control remot. Són regulables amb facilitat i gairebé no necessiten un desplaçament de la càmera. L’ús d’aquesta lent va permetre, en aquest cas a Rossellini, desfer-se de treballar amb travelling o grues per bellugar la càmera durant la filmació i captar allò que volia mostrar a la distància desitjada. En canvi, el pancinor, mitjançant l'ancorament de la càmera en un punt, permetia realitzar plans seqüència (sense talls) fent canvis en l’òptica.
El fet de moure la càmera amb les grues, afectava també als actors, que havien de modificar les seves posicions segons el desplaçament que la càmera hagués realitzat. Aquest nou sistema de càmera fixa permetia corregir lleugerament els possibles error en la posició dels intèrprets. Per altra banda, el fet que l’objectiu estigués a distància respecte els intèrprets generava una situació de treball més còmoda, però sense perdre el detall, per els intèrprets i, alhora, pel director. És a dir, aquest podia ajustar l’òptica en un primer pla de l’actor, sense que ell en fos conscient i sense tota la manipulació que l’anterior sistema comportava, per la cerca d’una expressió. Aquest fet possibilita que l’intèrpret gaudeixi del seu espai, tot i que el director en el moment de rodar, es posicioni amb l’òptica sobre el seu rostre a la recerca d'una expressió que, aleshores, serà més sincera i realista. Aquella expressió que, en definitiva, emocioni a l’espectador, la reacció autènticament espontània. Alguns experts, com Àngel Quintana, comparen el seu ús al d’un microscopi.
La pràctica del pancinor durant el rodatge d’una escena aporta una perspectiva més realista a la imatge, diferenciant-la, per exemple, de la pintura.

## Roberto Rossellini

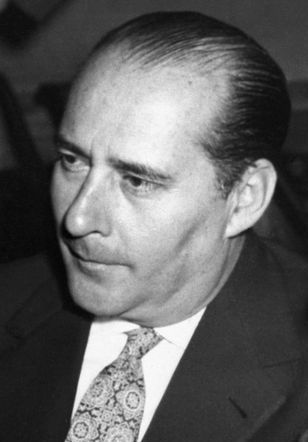
Roberto Rossellini

Roberto Rossellini, director de cinema italià, és qui havia introduït el pancinor en el món de la cinematografia a partir de la obra Il general Della Rovere (1959), perfeccionant la tècnica a Era notte a Roma (1960). No obstant, no és fins a la pel·lícula titulada La pressa del poder per Lluís XIV (1966) que es mostra un total domini del pancinor. En aquest film es mostra la càmera, gràcies a l’ús d’aquesta lent, com un instrument d’observació de l’escena, combinant les distàncies més llunyanes (el que permet una distància reflexiva) amb les més properes (en les que s’experimenta la recerca, en paraules de Núria Bou “del gest -real, sempre fascinant- de l’ésser humà”, per tant, l’essencialitat).
Robin Wood, guionista, defineix l’ús del dispositiu per part de Rossellini com “la participació apassionada i el despreniment analític”.
Segons Nick Pinkerton, el propi Rossellini va comparar el descobriment del pancinor amb una “càmera suspesa en l’aire que li permetia posar els accents on volia durant el rodatge de l’escena”. Rossellini continuava argumentant que “podia robar expressions als actors, sense que ells s’adonessin d’ella (la càmera), mentre continuava el diàleg. Abans anàvem darrere les figures. Ara l’efecte és de figures venint cap el públic, cap el fossat, separant-se del fons”. Finalment conclou expressant que “puc passar del més complet aïllament a la més completa contextualització”.
Així doncs, aquesta lent que el director podia fer servir a distància es va convertir en un element clau de l'estètica dels seus films i de les seves sèries televisives, arribant a convertir-se en una obsessió.